# Canicule de 2023 en Europe
Pour les articles homonymes, voir Canicule en Europe.
La canicule de 2023 en Europe est une vague de chaleur estivale d'une intensité remarquable affectant particulièrement l'Europe du Sud durant les mois de juin, juillet et août. Elle survient un an après une canicule estivale continentale.

## Situation météorologique
Un dôme de chaleur, un puissant anticyclone bloqué sur une même région accompagné d'air brûlant s'installe au cœur de la Méditerranée, et provoque une chaleur extrême sur les pays de l'Europe du Sud.

### Europe du Sud

#### Grèce

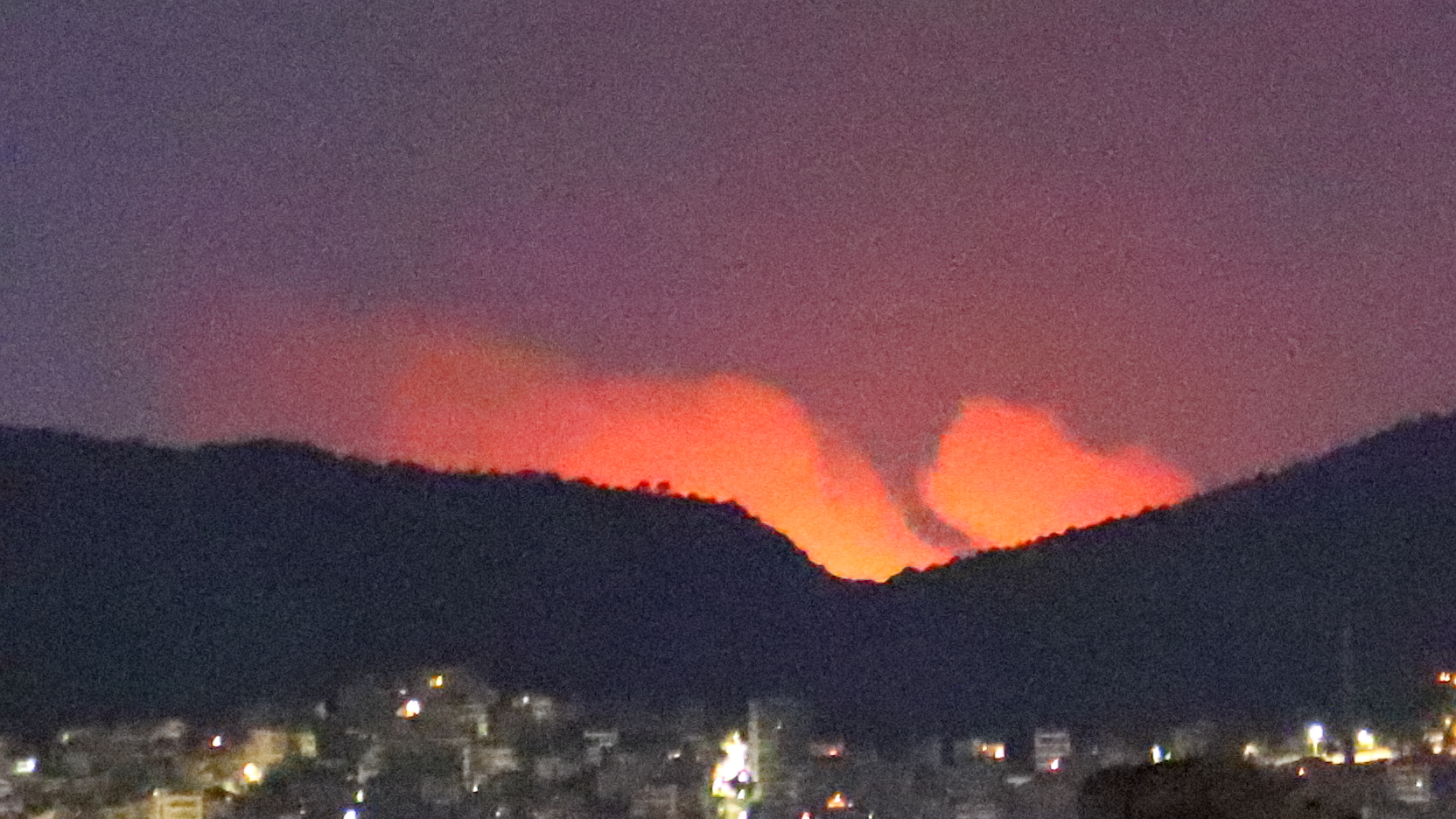
Reflets des flammes de l’incendie de Drevenochória vu depuis Ílion, en Attique, le 18 juillet 2023.

Le 10 juillet 2023, ΕΜΥ/SMNH (l'agence hellénique de météorologie) a attribué le nom Cleon (κλεων) à la haute pression devant apporter une vague de chaleur sur la péninsule à partir du 12 juillet 2023. Ce nom Cleon provient de la liste définie par le groupe « Méditerranée orientale » d'EUMETNET. Définie en début de saison, cette liste indique les noms possiblement attribués aux phénomènes météorologiques exceptionnels.
Aussi, durant ce mois de juillet, une vague de chaleur de 17 jours,  concrétisée par une canicule, a eu lieu. La Grèce enregistrait probablement la plus longue canicule de son histoire. Une température de 46,4 °C est mesurée dans le village de Gythio, le 23 juillet 2023.

#### Chypre
Les températures à Chypre approchent 45 °C à l'intérieur des terres pendant la canicule, les zones montagneuses élevées sont touchées, la région de Tróodos atteint un record de 36 °C. Les responsables gouvernementaux émettent des avertissements et mettent en place des "abris thermiques" dans diverses villes.

#### Italie

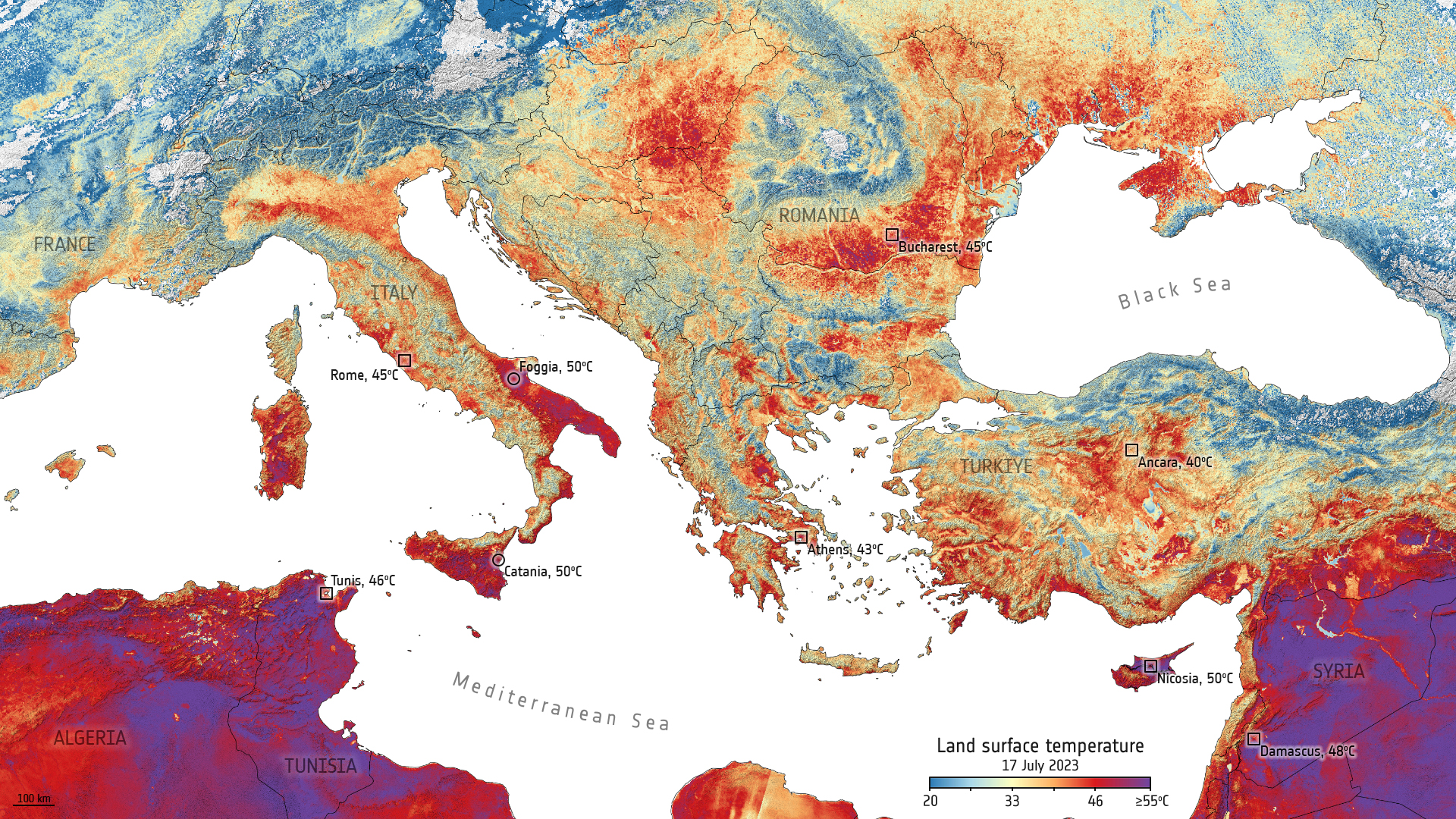
Carte des maximums le 17 juillet autour de la Méditerranée.

C'est en Italie que les valeurs les plus extrêmes sont atteintes. Une vague de chaleur portée par l'anticyclone "Caronte" provoque une augmentation significative des températures. Le 18 juillet, des valeurs éloignées des normales habituelles sont relevées, en de nombreux endroits, notamment en Sardaigne et en Sicile : le seuil des 45 °C est dépassée, 46,7 °C sont relevés dans la zone entre Mazara del Vallo et Sciacca. En Sardaigne, à Uras, la température de 46 °C est atteinte, et 44,8 °C sont mesurés à Sanluri. Des records sont aussi atteints dans plusieurs stations de la capitale, à Rome ; ainsi, les stations affichent 42,4 °C à Rome Salone, 42,9 °C à Rome Macao, qui établit alors le nouveau record de la cité du Vatican. Enfin, 42,3 °C sont enregistrés à Flaminio.
Des records atteints dans le nord de l'Italie en Montagne : à 1 226 mètres d'altitude à Canosio 33,6 °C, à 1 390 mètres d'altitude à Valdieri 32,7 °C, à 1 610 mètres d'altitude à Acceglio 30,1 °C.
50 °C sont mesurés au sol dans les Pouilles à Bari et en Sicile, dans la région de Catane. Il convient de noter la différence entre la température de l'air et la température de la surface de la terre. La température de l'air, indiquée dans les prévisions météorologiques quotidiennes, est une mesure de la température de l'air au-dessus du sol. La température de surface, quant à elle, est une mesure de la surface au toucher.
Le 24 juillet, des valeurs records sont établies, 48,2 °C à Jerzu, ce qui est le record mensuel européen, et le record absolu en Sardaigne, puis 47 °C à l’observatoire de Palerme, un nouveau record absolu pour la capitale sicilienne, et 47,8 °C à Syracuse.

#### Espagne
Depuis le mois d'avril l'Espagne est confrontée à de très fortes chaleurs. Le 27 avril 2023, une température de 38,8 °C est enregistrée à Cordoue, ce qui constituerait selon Météo-France le record de  température européen pour un mois d'avril. De par "son intensité et son caractère précoce", l'épisode observé depuis lundi 24 avril "rentre dans le cadre des conséquences du changement climatique", a souligné Ruben Del Campo, porte-parole de l'agence météorologique espagnole (Aemet).
La première vague de chaleur de l'été  atteint son pic le 26 juin 2023 : 44,4 °C sont relevés à El Granado en Andalousie selon l'Aemet, et 42,9 °C à Séville.
La deuxième vague atteint son point culminant le lundi 10 juillet, avec l’installation de l’anticyclone Cerberus, accompagné de températures très élevées dans une bonne partie de la péninsule. Tout particulièrement dans la région de Cordoue, où le thermomètre atteint 44,4 °C degrés dans la commune de Montoro. Le lendemain, l’agence de météorologie espagnole faisait état d’une température au sol avoisinant les 60 degrés.
Le 17 juillet, le mercure dépasse également les 44 degrés dans plusieurs villes des provinces andalouses de Cordoue et de Jaen (sud). Le 18 juillet, une valeur remarquable de 45,4 °C à Figueres est mesurée ; elle constitue le nouveau record de Catalogne.
Le 10 août, les températures frôlent les 47 °C : une valeur provisoire de 46,8 °C est observé par l'AEMET (Agencia Estatal de Meteorología) à l'aéroport de Valence (Espagne), une valeur dépassant de 3,4 °C l'ancien record enregistré en 1986.

#### Portugal

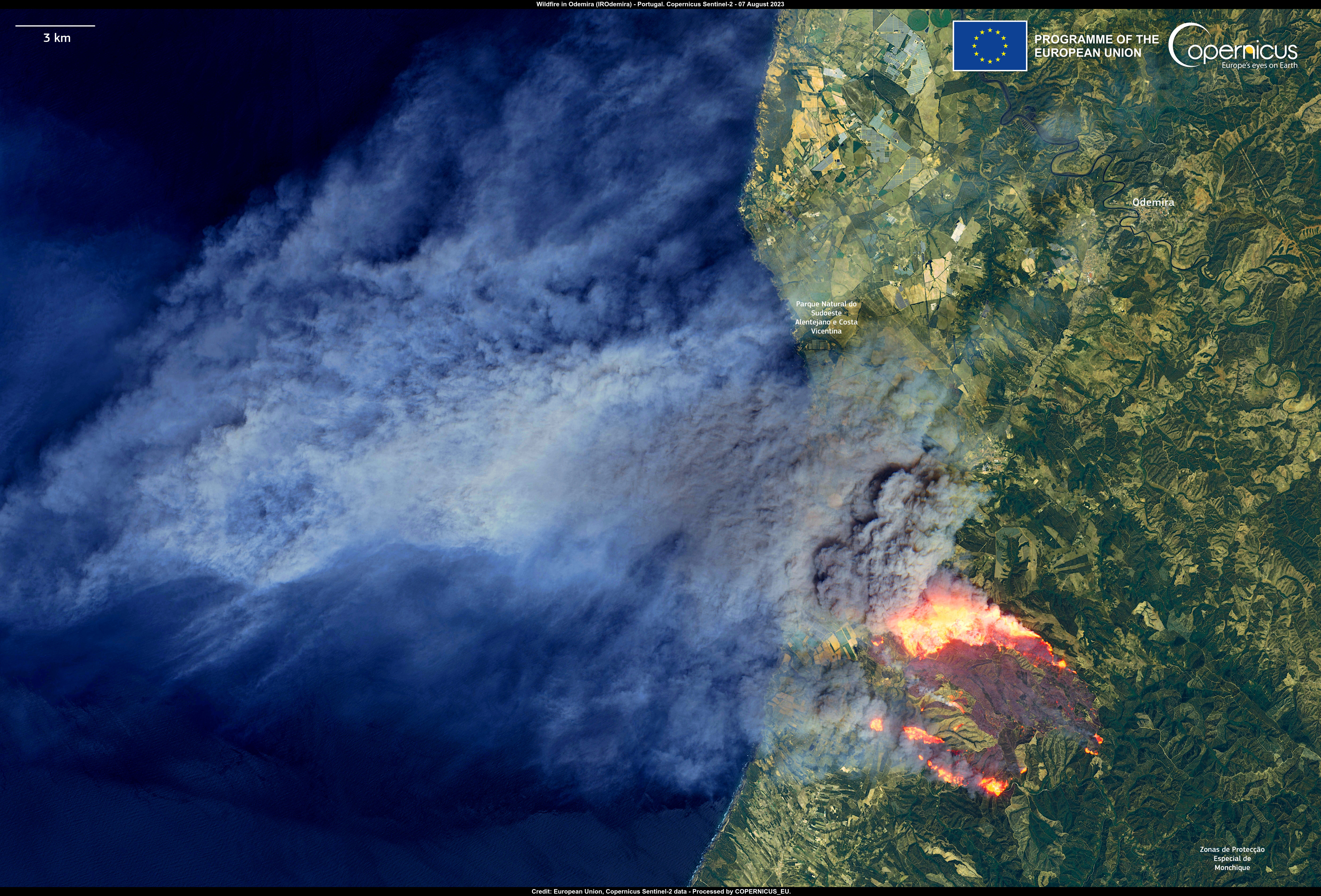
Incendie dû à la chaleur près d'Odemira, vu de l'espace le 7 août 2023.

Les fortes chaleurs atteignent également le Portugal. Le lundi 7 août, il est relevé 44,4 °C dans la ville de Mora (Portugal) et 44,6 °C à Tomar. Le même jour, un pic de température à 46,4 °C est mesuré à Santarém (Portugal).
Le 22 août, une masse d'air chaud et sec venant d'Afrique du Nord, favorisé par un anticyclone situé sur le Golfe de Gascogne et une zone dépressionnaire centrée sur le sud de la péninsule ibérique, ainsi qu'une zone anticyclonique en altitude sur la péninsule ibérique, augmente significativement les températures. Plusieurs records de températures pour un mois d’août sont battus dans les villes suivantes : 45,6 °C à Pinhão (Alijó), 45,4 °C à Tomar, 45,2 °C à Lousã, 43,8 °C à Mirandela,. Les villes de Bragance (Portugal) et Montalegre établissent de nouveaux records de températures, respectivement de 40,6 °C et 37,5 °C.

#### Balkans
En Albanie plusieurs valeurs sont enregistrées, 43,2 °C à Elbasan, 43 °C à Tirana dans la capitale. Le 25 juillet un pic de température de 44 °C est relevé à Kuçovë, ce qui représente le nouveau record national.

### Europe de l'Ouest

#### France
Le 18 juillet 2023, de nouveaux seuils historiques de températures sont atteints. Dans les Pyrénées-Orientales selon les données de Météo-France, le mercure a dépassé pour la première fois les 40 °C. La station météo de Serralongue située à 700 m d'altitude relève 40,4 °C, un plus haut historique, soit 3,4 °C de plus que le précédent record datant d'août 2012. À Tiranges, en Haute-Loire, à 603 m d'altitude, le mercure a affiché 40,6 °C battant le précédent record de 40,2 °C, qui datait de juillet 2015. À Castirla, en Haute-Corse, un pic de température de 42,3 °C est observé, effaçant le précédent record de 41,5 °C du 28 juillet 1983.
Quatre vigilances orange canicule sont émises par Météo France. Au pic de la première canicule, dix départements français sont placés en vigilance orange canicule. A posteriori, Santé publique France recense 80 décès de plus que la normale au cours des quelques jours de canicule qui ont frappé le pays début juillet. Au pic de la deuxième canicule, dix départements sont placés en vigilance orange canicule et pour le pic de la troisième canicule, trente-sept départements sont placés en vigilance orange canicule et dix-neuf départements en vigilance rouge canicule.

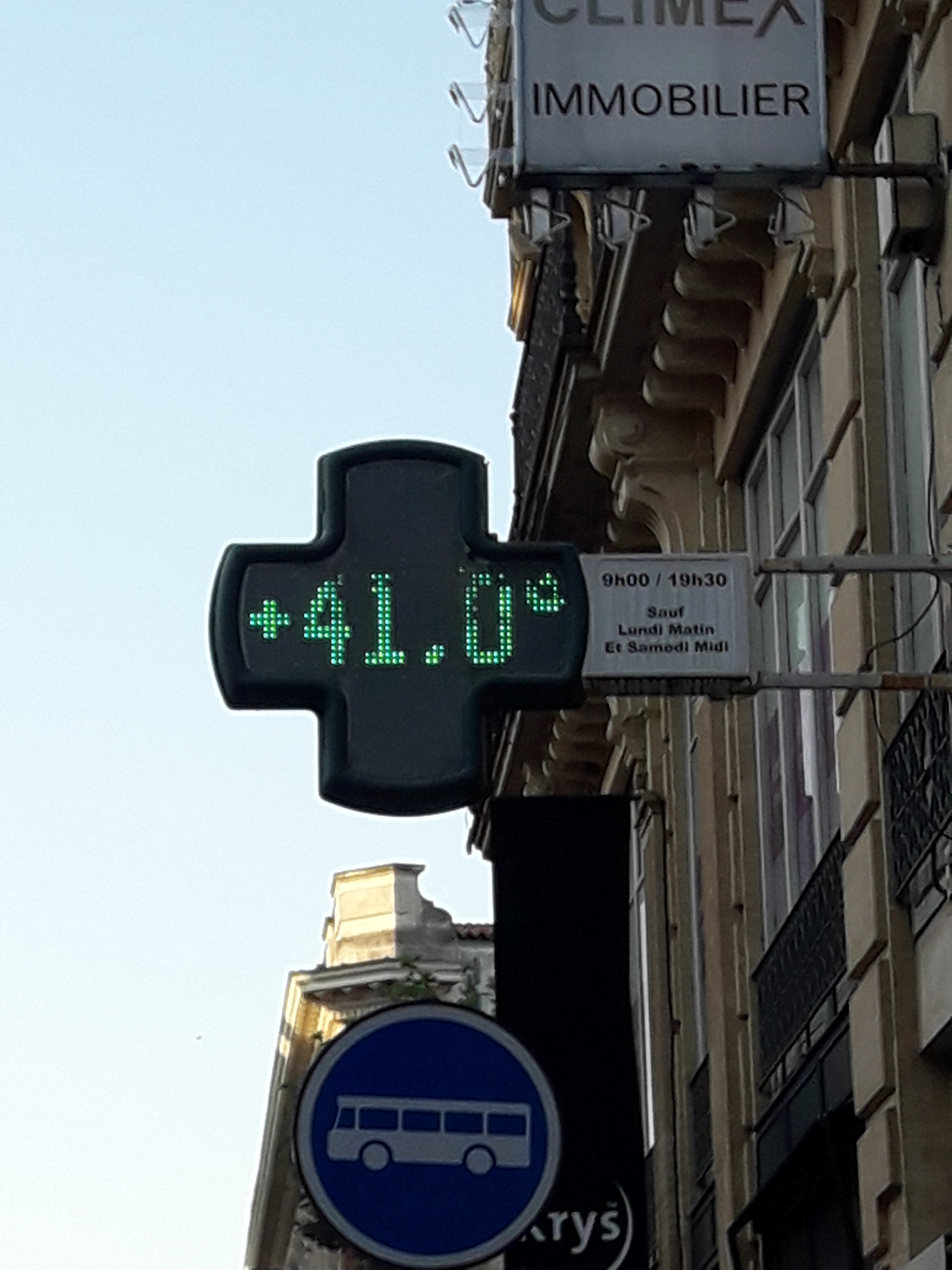
Thermomètre à Toulouse montrant 41 °C le 23 août 2023.

Des valeurs exceptionnelles sont relevées pour une fin août, plus de 10 °C au dessus des normales de saison. Le lundi 21 août, de nombreux record sont tombés : 42,7 °C à Lapalud 42,5 °C à Puy-Saint-Martin dans la Drôme, 42,4 °C à Vinsobres,. Le mardi 22 août, il fait encore plus chaud à Puy-Saint-Martin, où le mercure atteint 43,5 °C, battant le record de la veille, 42,7 °C à Orange (Vaucluse), battant le record du 12 août 2003 et 42,2 °C à Carpentras.
Le 23 août, plusieurs records de température sont battus dans le Sud Ouest depuis la Canicule européenne d'août 2003 : 42,4 °C à Toulouse, 43,2 °C à Carcassonne, 42,7 °C à Castelnaudary, 43,7 °C à Lagrasse, 42,3 °C à Albi et 42,1 °C à Montauban. D'autres valeurs exceptionnelles sont relevées dans le Sud-Est : 44,4 °C à Salindres dans le Gard (Valeur qui n'est pas encore validée par Météo-France, le record officiel  à ce jour pour le mois d'août 2023 est établi dans la commune de Villariès avec 43,7 °C), 44,2 °C à Siran dans l'Hérault, ou encore 43,6 °C à Grospierres en Ardèche,.
Le 24 août, plusieurs valeurs remarquables sont établies dans le Sud Ouest : 43,7 °C à Villariès et 42,9 °C à Ondes dans la Haute-Garonne, en Lot-et-Garonne : 43,2 °C à Xaintrailles, 42,8 °C à Aiguillon, 42,5 °C à Agen, établissant un record absolu de température, en Tarn-et-Garonne : 43,1 °C à Castelsarrasin et 42,6 °C à Montauban effaçant le record de la veille et dans le Gers : 42,6 °C à Auch dépassant le record depuis la canicule européenne d'août 2003. D'autres records sont établis le même jour : 41,4 °C à Lyon-Bron, 41,5 °C à Ambérieu-en-Bugey, 40,5 °C Chambéry-Aix.
Selon Météo-France, à l’échelle nationale, la France connaît depuis le 17 août sa 47e vague de chaleur depuis 1947. Il s’agit de la vague de chaleur tardive la plus longue et la plus intense qui touche principalement le Sud de la France. Le record national mensuel de température pour le mois d’août 2023, mesuré par Météo-France est établi le mercredi 23 août avec 43,7 °C à Villariès dans la Haute-Garonne. C'est la température la plus élevée mesurée en France durant l'été 2023. Toujours selon les relevés de Météo-France, les journées du lundi 21 au jeudi 24 août sont les journées les plus chaudes jamais enregistrées en France après un 15 août. La température moyenne en France (indicateur thermique France) culmine à 27,8 °C le 24 août.

#### Irlande
Le service météorologique de l'État d'Irlande, le Met Éireann, déclare que 2023 a connu le mois de juin le plus chaud jamais enregistré, avec une température mensuelle moyenne supérieure à 16 °C et un maximum de 28,8 °C à Oak Park dans le comté de Carlow le mardi 13 juin.

### Europe centrale

#### Allemagne
L'Allemagne connait des températures supérieures à la normale. Le gouvernement allemand promet un plan pour prévenir les décès dus à la canicule. Le 15 juillet, les températures atteignent 38,8 °C.
Le 20 juillet, l'Institut Robert Koch estime qu'au moins 830 décès excessifs liés à la chaleur se sont produits dans le pays entre le 10 avril et le 9 juillet.

#### Autriche
Le 22 juin, des températures de 35,0 °C ou plus sont enregistrées dans huit stations du réseau Ubimet, atteignant 36,2 °C à Bad Goisern.

#### Tchéquie
La République tchèque connait la journée la plus chaude de l'année 2023 le 15 juillet. À plusieurs endroits, plus de 38 °C sont enregistrés. Les températures les plus élevées sont relevées à Plzeň-Bolevec et Řež, près de Prague, où les températures atteignent 38,6 °C. Près de 100 des quelque 160 stations enregistrent des records températures maximales le 15 juillet.

### Hors Europe

#### Afrique du Nord
Le 24 juillet, en Algérie et en Tunisie, la vague de chaleur entraine des températures records. Les températures ont frôlé les 50,0 °C. En Tunisie, a Tunis, 49 °C sont atteints. Plusieurs records ont été battus : à Carthage, le mercure atteint les 49 °C, dépassant la barre des 46,4 °C enregistrés le 1er juillet 1998. À Bizerte, un record est également communiqué, avec 48,9 °C, surpassant le record historique du 23 juillet 1981 de 47 °C. En Algérie voisine, la situation est similaire. Les autorités locales placent cinq préfectures de l'est du pays, Jijel, Skikda, Annaba, El Tarf et Guelma, en "vigilance orange". Dans ces zones, le mercure atteint les 48 °C.
Au Maroc, le 11 août, le thermomètre de la station météorologique d’Agadir, dans le sud du pays, monte jusqu’à 50,4 °C, selon la Direction générale de la météorologie (DGM). Ce nouveau record national est un demi degré plus élevé que le précédent, 49,9 °C, enregistré le 13 juillet à Smara, ville du Sahara occidental.

#### Turquie
Le mardi 15 août, un nouveau record provisoire de température de 49,5 °C est établi dans la province d'Eskişehir, en Turquie, battant le précédent record de 49,1 °C de juillet 2021 à Cizre.

## Valeurs maximales relevées en Europe
| Pays      | Temperature        | Lieu                          | Date       |
| --------- | ------------------ | ----------------------------- | ---------- |
| Autriche  | 36,2 °C (97,2 °F)  | Bad Goisern am Hallstättersee | 22 juin    |
| Tchéquie  | 38,6 °C (101,5 °F) | Plzen-Bolevec, Rez            | 15 juillet |
| Allemagne | 38,8 °C (101,8 °F) | Möhrendorf-Kleinseebach       | 15 juillet |
| Vatican   | 42,9 °C (109,2 °F) | Rome (Macao)                  | 18 juillet |
| Grèce     | 46,4 °C (115,5 °F) | Gythio                        | 23 juillet |
| Italie    | 48,2 °C (118,8 °F) | Jerzu                         | 24 juillet |
| Albanie   | 44,0 °C (111,2 °F) | Kuçovë                        | 25 juillet |
| Portugal  | 46,4 °C (115,5 °F) | Santarém (Portugal)           | 07 août    |
| Espagne   | 46,8 °C (116,2 °F) | Valence (Espagne)             | 10 août    |
| France    | 43,7 °C (110,7 °F) | Villariès                     | 23 août    |

## Conséquences sanitaires, sur la végétation

### Sanitaires et végétation

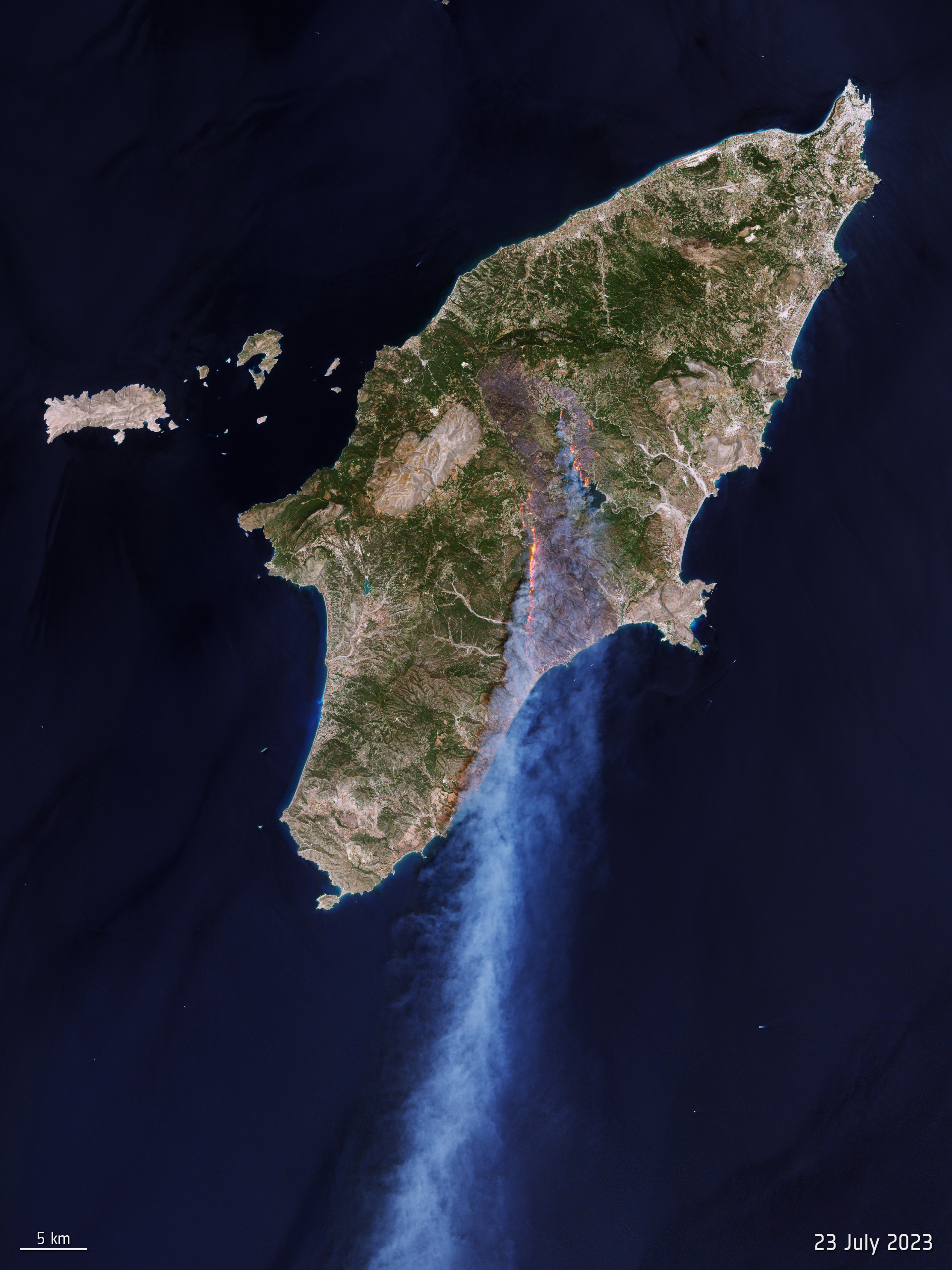
Incendie sur l'île de Rhodes vu de l'espace le 23 juillet 2023.

En Grèce, sur l'île de Rhodes, il y a eu 67 départs de feu. Plus de 40 000 hectares sont brûlés sur Rhodes, soit un tiers de l'île. D'après les estimations, 1 500 hectares sont partis en fumée dans des zones protégées. C'était aussi le refuge de plusieurs espèces animales protégées ou en voie d'extinction, comme le cerf Dama-Dama ou certains petits chevaux sauvages, qui risquent de perdre leur habitat; de ce fait, l'impact du biotope est considérable. Environ 30 000 personnes sont évacuées sur l'île de Rhodes, soit un peu plus du tiers de la population de l'île, qui en compte 110 000. Les îles de Corfou et Eubée sont aussi concernées par les incendies.
En Sicile, de violents incendies provoquent des coupures d'électricité, environ 500 000 personnes sont privées de courant. Le jeudi 27 juillet, des habitations sont détruites, mais aussi des lieux culturels comme l'église Santa Maria di Gesu à Palerme bâtie en 1426. Les incendies qui ont concerné Palerme pendant plusieurs jours provoquent la mort de 5 personnes et causent des centaines de millions d'euros de dégâts.
En Espagne, depuis le 15 août au soir, l'île de Tenerife se bat contre des incendies dévastateurs. D'après la cheffe du gouvernement de Tenerife Mme Rosa Villa, c'est un feu d'une ampleur que les Îles Canaries n'avaient jamais connue avant. En un peu plus de quatre jours, les feux détruisent 8 400 hectares, soit 4 % de la superficie totale de Tenerife, selon les dernières données communiquées par les autorités locales. Selon les services de secours locaux, qui s'expriment le samedi 19 août, environ 26 000 personnes ont été contraintes de fuir le vaste incendie sur l'île de Tenerife.

### Tempêtes et inondations

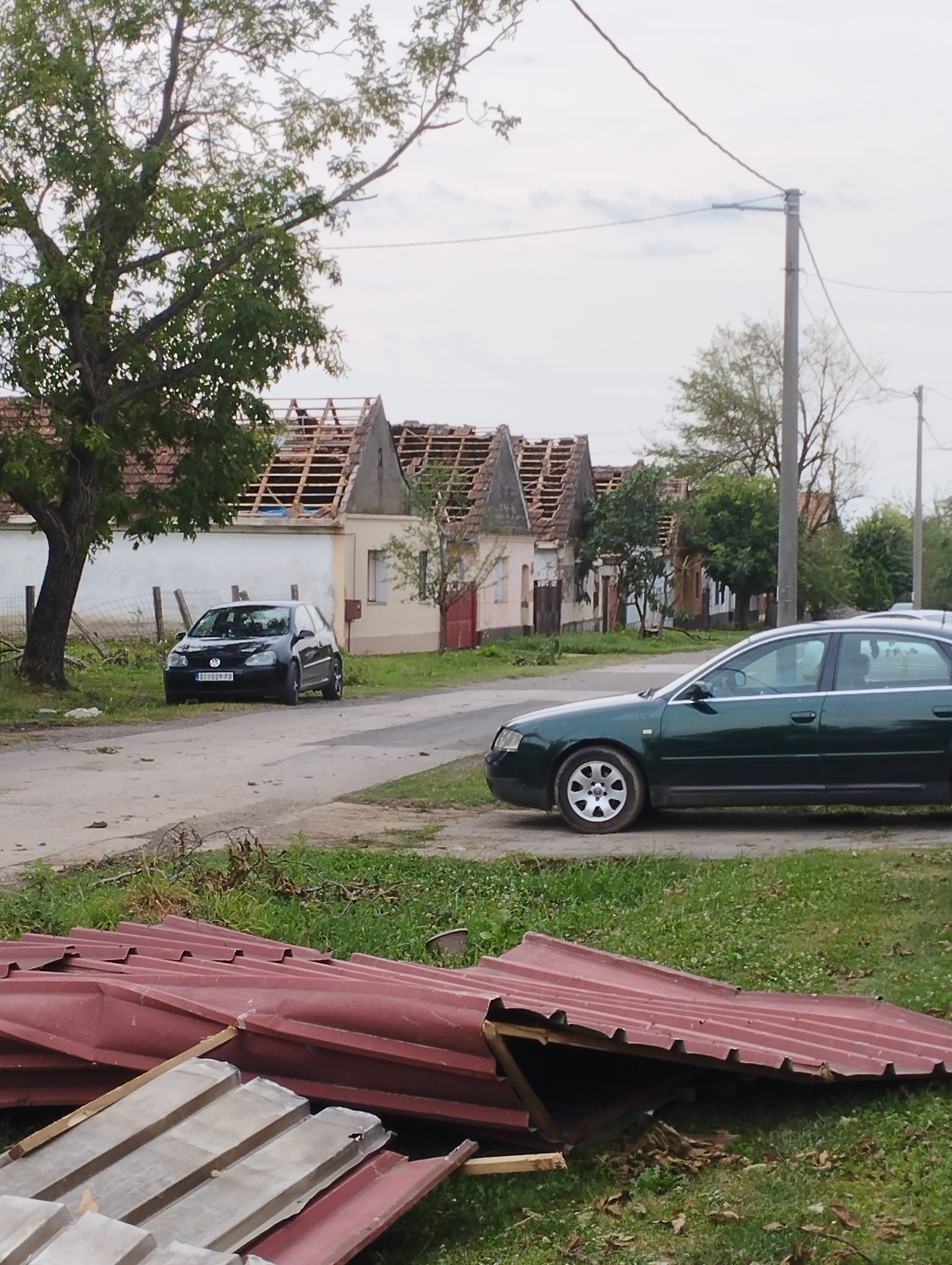
Dommages causés par la tempête à Banovci (Nijemci), Croatie.

Le 19 juillet, une supercellule particulièrement puissante provoque des dégâts de vent extrêmes en Slovénie et dans le nord de la Croatie. La tempête cause d'importants dégâts et des pannes d'électricité dans certaines parties de la Slovénie, du nord de la Croatie et du nord de la Serbie. En Croatie, dans la capitale Zagreb, deux hommes décèdent après la chute d'un arbre. En Slovénie, des dizaines de milliers de personnes restent privées d’électricité.
À Milan, le 21 juillet au matin, une tornade traverse et cause d'importants dégâts dans le nord de l'Italie. Les pompiers effectuent environ 110 interventions en raison d'inondations, de toitures et d'arbres tombés, selon le quotidien italien le Corriere della Sera.
Des rafales de vents à plus de 200 km/h ont par exemple été enregistrées près de Bergame, rapporte le quotidien transalpin Il Messaggero.
Un grêlon de 19 cm tombe dans la ville italienne d’Azzano Decimo (nord-est), dans la nuit de lundi 24 juillet au mardi 25 juillet, établissant un nouveau record européen, d’après l’ESSL (Laboratoire européen d’observation des orages violents). « Après un examen approfondi des rapports et des photos, les spécialistes de la base de données européennes sur les météos violentes sont arrivés à la conclusion que le diamètre de cette grêle peut être confirmé à 19 cm », écrit l’organisation .
Dans le nord-ouest de la Suisse, le 24 juillet, une violente tempête balaye la ville de La Chaux-de-Fonds, causant la mort d’une personne et provoquant une quinzaine de blessés. Des dizaines d’arbres sont déracinés, causant une interruption du trafic ferroviaire est des transports publics.

## Autres conséquences

### Mer Méditerranée

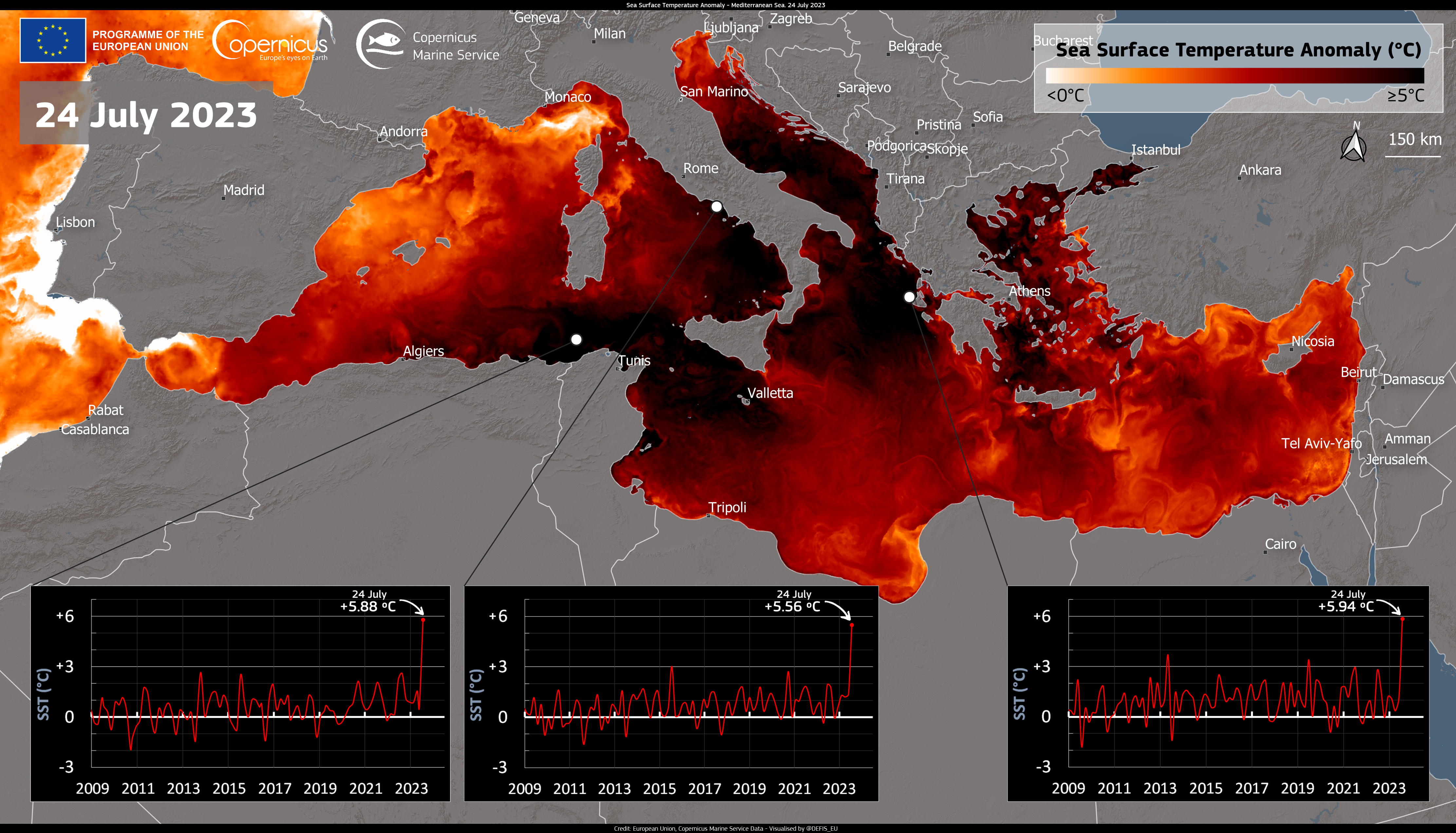
Record de températures de la Méditerranée en juillet.

Un record est établi en juillet, la température moyenne de la Mer Méditerranée atteint 28,4 °C, ce qui engendre un niveau de stress important pour la faune marine, et a pour conséquence un impact négatif sur la survie de certaines espèces, selon le chercheur en océanographie spatial Thibault Guilnado.
Les températures de surface de la mer Méditerranée ont été exceptionnellement élevées, dépassant 30 °C dans certaines parties, et plus de 4 °C au-dessus de la moyenne dans une grande partie de la Méditerranée occidentale.

### Émissions de gaz à effet de serre du fait des feux de forêts
Des incendies de forêt forcent l'évacuation de centaines de résidents et de touristes sur les îles grecques de Rhodes, Eubée et Corfou depuis le 17 juillet. Les émissions de ces incendies de forêt atteignent des niveaux records, avec un total estimé à 1 mégatonne d'émissions de carbone entre le 1er juillet et le 25 juillet 2023, soit presque le double du record de juillet 2007, après plusieurs jours d'incendies de haute intensité, selon le Copernicus Atmospheric Monitoring Service.

### Tempêtes extrêmes
Selon l’ESSL (European Severe Storms Laboratory ou Laboratoire européen des orages violents), le niveau d’humidité de l’air a largement augmenté au cours de la dernière décennie dans plusieurs parties de l’Europe et en particulier dans la région des Alpes. « Cela est dû aux températures plus élevées qui stimulent l’évaporation de la vapeur d’eau de la surface de la terre et de la mer », explique Pieter Groenemeijer. « Cette humidité donne aux tempêtes une énergie supplémentaire qui se traduit par des courants ascendants plus forts, des conditions météorologiques plus sévères et des grêlons plus gros », poursuit-il. Il est donc probable que le réchauffement climatique joue un rôle dans la violence de ces orages appelés à devenir de plus en plus intenses.

### Agriculture
Les températures caniculaires dans le sud de l'Europe font craindre des pertes de rendements agricoles. Au-delà de 43 °C, les cultures méditerranéennes subissent un stress thermique et peuvent perdre leurs fleurs, feuilles et fruits, prévient l’agroclimatologue Serge Zaka.
Les dégâts sur les fleurs sont irréversibles, elles ne repoussent pas avant l’année suivante et la situation entraîne une perte de production agricole sur plus d'une année. Avec le changement climatique, les aires de répartition remontent vers le nord. Ainsi, les régions du monde les plus septentrionales vont découvrir de nouvelles cultures, voire des hausses de rendements. A l’inverse, au sud, certaines cultures vont perdre en potentiel, comme le maïs ou l’oignon. Dans les années à venir, l’Espagne ne pourra plus être le verger de l’Europe, tel qu’il est actuellement. Il y aura une migration des productions maraîchères plus au nord.

### Production électrique
Les chaleurs extrêmes peuvent avoir pour conséquence de restreindre la production d’électricité. En effet elles provoquent une augmentation de la température des cours d’eau. Or, les centrales nucléaires pompent dans ces derniers pour se refroidir et peuvent contribuer à les réchauffer davantage. Pour préserver la biodiversité des milieux aquatiques, les centrales doivent respecter des seuils de température et parfois de débits.

### Rapports OMM
D'après un des rapports mensuel de suivi climatique de l'OMM, le mois de juillet 2023 est le plus chaud jamais enregistré. Pour le quatrième mois consécutif, la température mondiale à la surface de l'océan a atteint un niveau record. Les rapports mensuels de surveillance du climat confirme que le rythme rapide du changement climatique est provoqué par les gaz à effet de serre, qui piège la chaleur dans l'atmosphère.
D'après Alvaro Silva, expert du climat à l'OMM, les conditions météorologiques extrêmes sont la « nouvelle norme et ce n'est pas une surprise ». Il déclare lors d'un point de presse régulier à Genève: « La fréquence et l'intensité des phénomènes extrêmes, tels que les vagues de chaleur et les fortes précipitations, ont augmenté au cours des dernières décennies. Il existe une grande probabilité dans le fait que le changement climatique, induit par l’homme est dû aux émissions de gaz à effet de serre, en soit le principal facteur. Cela nous donne le contexte à long terme, dans lequel se produisent de plus en plus de phénomènes météorologiques et d'événements extrêmes de ce type, ainsi que de leur gravité ».